# Manu Cocorec
Manu Cocorec ist eine Aldeia in der osttimoresischen Landeshauptstadt Dili. Die Aldeia liegt im Nordosten des Sucos Mascarenhas (Verwaltungsamt Vera Cruz). In Manu Cocorec leben 1174 Menschen (2015).

## Lage und Einrichtungen

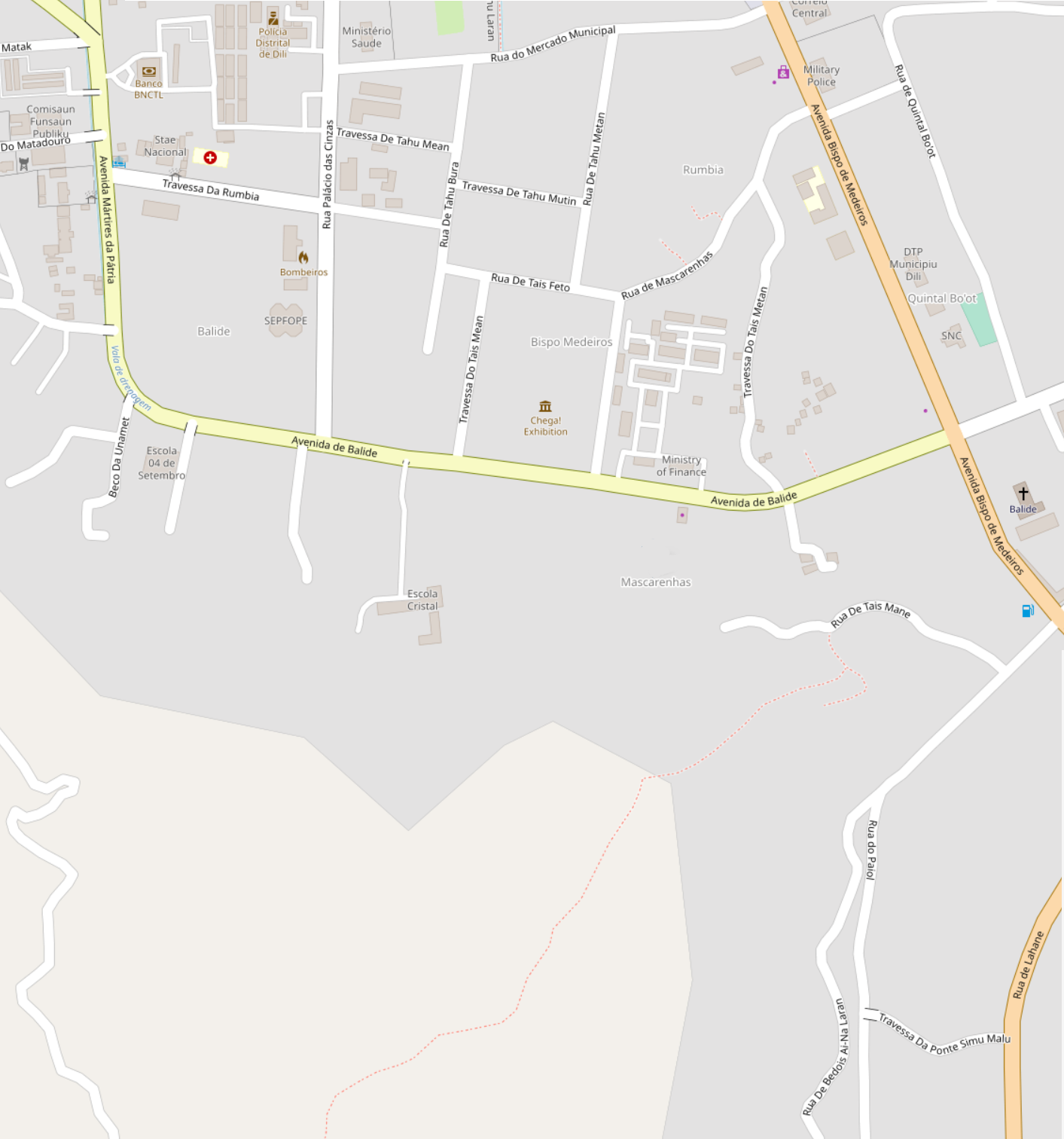
Straßenkarte von Mascarenhas

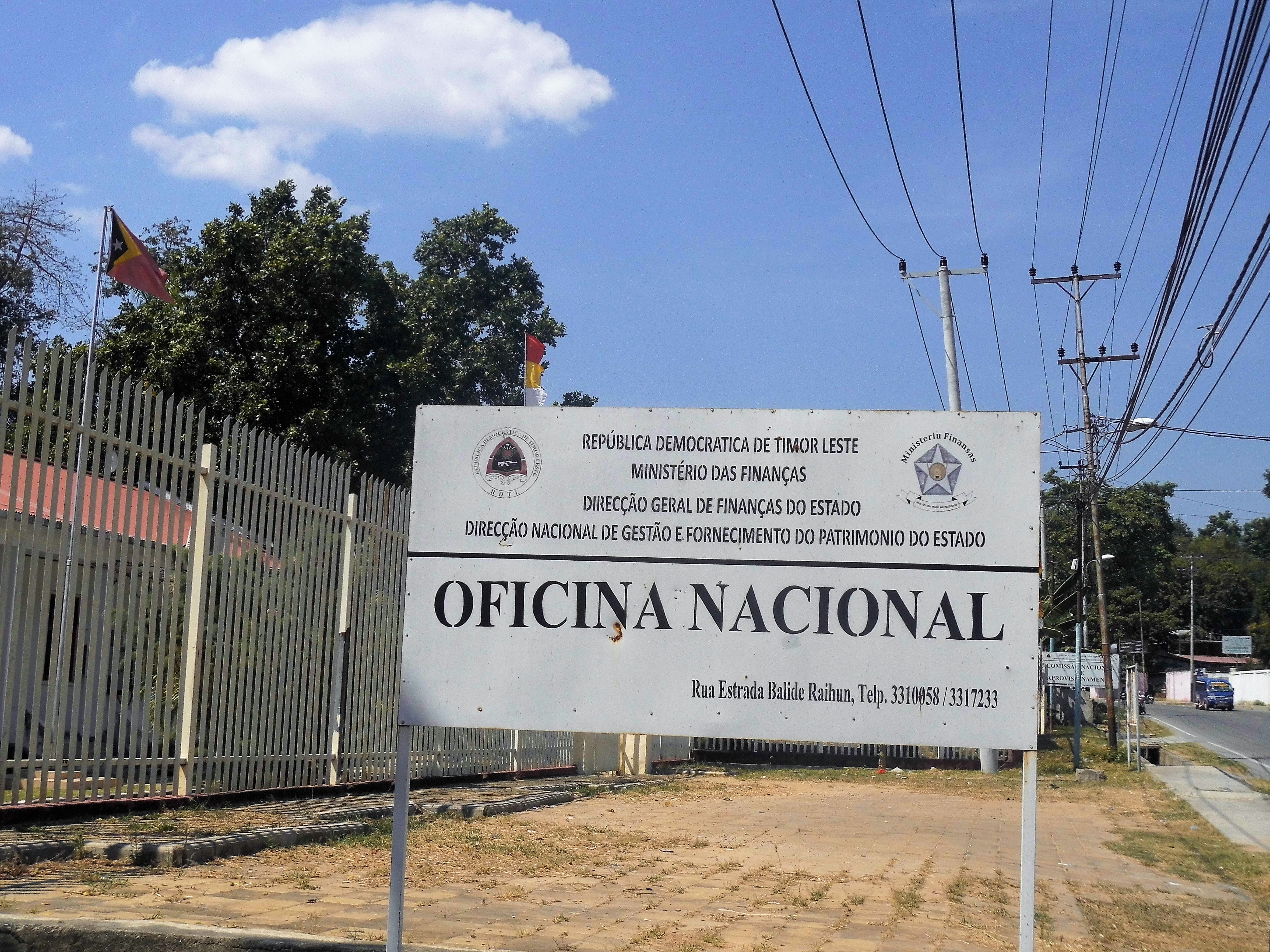
Oficina Nacional Ministério das Financias

Südlich von Manu Cocorec liegt jenseits der Avenida de Balide die Aldeia Alto P.M., westlich der Rua de Tahu Metan die Aldeia Baixo Balide und nördlich die Aldeias Aldeia 03 und Baixo P.M. Östlich der Avenida Bispo Medeiros befindet sich der Suco Santa Cruz.
In Manu Cocorec befinden sich eine Zweigstelle des Finanzministeriums und der Sitz des Suco Mascarenhas.